# Phụ thuộc amphetamine
Sự phụ thuộc amphetamine đề cập đến trạng thái phụ thuộc tâm lý vào một loại thuốc thuộc nhóm amphetamine. Ở những người bị rối loạn sử dụng chất (sử dụng có vấn đề hoặc lạm dụng với sự phụ thuộc), liệu pháp tâm lý hiện là lựa chọn điều trị tốt nhất vì không có phương pháp điều trị dược lý nào được chấp thuận. Liều sử dụng dự kiến sẽ phát triển với việc sử dụng amphetamine thay thế thường xuyên. Khi các chất kích thích thay thế bị lạm dụng, dung nạp thuốc sẽ phát triển nhanh chóng. Thuốc kích thích tâm thần - bao gồm amphetamine và methamphetamine - không gây ra sự phụ thuộc về thể chất.
Tác dụng cấp tính của việc sử dụng amphetamine thể hiện ở sự hưng phấn, tăng cường sự suy nghĩ, lời nói và vận động và sự gia tăng sáng kiến và thôi thúc di chuyển. Trong trường hợp lạm dụng mãn tính, rối loạn thực vật sớm xảy ra như ra mồ hôi, khó ngủ, run, mất khả năng điều hòa và tiêu chảy; sự xuống cấp của nhân cách diễn ra tương đối chậm.
Triệu chứng cai nghiện nghiêm trọng liên quan đến sự phụ thuộc từ việc sử dụng amphetamine thay thế giải trí có thể gây khó khăn cho người dùng đối phó. Sử dụng lâu dài một số amphetamine thay thế, đặc biệt là methamphetamine, có thể làm giảm hoạt động của dopamine trong não. Các chất kích thích tâm thần làm tăng dopamine và bắt chước tác dụng của các chất kích thích thay thế, nhưng với trách nhiệm lạm dụng thấp hơn, về mặt lý thuyết có thể được sử dụng như một liệu pháp thay thế trong việc phụ thuộc amphetamine. Tuy nhiên, một vài nghiên cứu sử dụng amphetamine, bupropion, methylphenidate và modafinil như một liệu pháp thay thế không dẫn đến việc sử dụng hoặc cảm giác thèm thuốc methamphetamine ít hơn.
Năm 2013, dùng quá liều amphetamine, methamphetamine và các hợp chất khác có liên quan đến "rối loạn sử dụng amphetamine" đã dẫn đến ước tính 3.788 ca tử vong trên toàn thế giới (3,425 ca với 95% chắc chắn).